# Karl-Otto Alberty
Karl-Otto Alberty, geborener Karl-Otto Poensgen (* 13. November 1933 in Berlin; † 25. April 2015) war ein deutscher Schauspieler.

## Leben
Alberty begann nach seiner Schulzeit eine Lehre in einem Modegeschäft und war anschließend Amateurboxer in der Klasse Mittelgewicht. Er begeisterte sich jedoch sehr bald für die Schauspielerei und stand im August 1959 beim Stadttheater Konstanz das erste Mal auf der Bühne.
Im November 1960 übersiedelte er nach Berlin. Noch im selben Jahr erhielt er in Géza von Radványis Und sowas nennt sich Leben seine erste Filmrolle. Er drehte ab 1962 viel im Ausland, wobei er nie für Hauptrollen, sondern ausschließlich in Nebenrollen besetzt wurde.
Mit seinem kompakten Körperbau und seinen blonden Haaren entsprach Alberty dem Klischee-Bild des bösen Nazis und spielte in zahlreichen Film- und TV-Produktionen Rollen als SS-Angehöriger (Gesprengte Ketten, 1963, Brennt Paris?, 1966, Stoßtrupp Gold, 1970), Wehrmachts-Offizier (Luftschlacht um England, 1969) oder Gestapomann (Der Feuersturm, 1983). Nach 1989 trat Alberty nicht mehr als Film- oder TV-Schauspieler in Erscheinung.

## Filmografie
- 1961: Und sowas nennt sich Leben
- 1961: Der Transport
- 1961: … denn das Weib ist schwach
- 1961: Toller Hecht auf krummer Tour
- 1962: Barras heute
- 1962: Gesprengte Ketten (The Great Escape)
- 1964: Ein Leben lang
- 1964: Kommissar Freytag – Die Augenzeugin
- 1964: Die Karte mit dem Luchskopf – Der Teufelshandschlag
- 1964: Die Zeit der Schuldlosen
- 1964: Das Haus in der Karpfengasse
- 1965: Alarm in den Bergen – Harte Fäuste – rauhe Sitten
- 1965: Die letzte Schlacht (Battle of the Bulge)
- 1965: Oklahoma John – Der Sheriff von Rio Rojo (Oklahoma John)
- 1966: Brennt Paris? (Paris brûle-t-il?)
- 1967: Die seltsamen Methoden des Franz Josef Wanninger – Eine „diplomatische“ Lösung
- 1967: Valentin Katajews chirurgische Eingriffe in das Seelenleben des Dr. Igor Igorowitsch
- 1967: Der Tod ritt dienstags (I giorni dell’ira)
- 1967: Graf Yoster gibt sich die Ehre – Gangstermemoiren
- 1967: Geheimauftrag K (Assignment K)
- 1968: Die Odyssee (L’odissea) (Fernseh-Mehrteiler)
- 1968: Die Teufelsbrigade (The Devil’s Brigade)
- 1968: Gestatten, das sind meine Kohlen! (Midas Run)
- 1969: Auf der Reeperbahn nachts um halb eins
- 1969: Luftschlacht um England (Battle of Britain)
- 1969: Die Verdammten (La caduta degli dei)
- 1969: Das Geheimnis von Santa Vittoria (The Secret of Santa Vittoria)
- 1970: Engel, die ihre Flügel verbrennen
- 1970: Die große weiße Hoffnung (The Great White Hope)
- 1970: Das lüsterne Quartett (The Lickerish Quartet)
- 1970: Stoßtrupp Gold (Kelly’s Heroes)
- 1971: Im Morgengrauen brach die Hölle los (Raid on Rommel)
- 1972: Top Secret (The Salzburg Connection)
- 1972: Hamburg Transit: Giftmüll (Fernsehserie, 1 Folge)
- 1972: Ein Käfer gibt Vollgas
- 1972: Blaubart (Barbe bleu)
- 1972: Schlachthof 5 (Slaughterhouse-Five)
- 1972: Das Attentat (L’Attentat)
- 1973: Hamburg Transit – Giftmüll
- 1974: Der kleine Doktor – Zu viele Ärzte (Fernsehserie, 1 Folge)
- 1975: Die gelbe Karawane (Fernseh-Mehrteiler)
- 1976: Der Kommissar – Tod im Transit (Fernsehserie, 1 Folge)
- 1979: Plattfuß am Nil (Piedone d'Egitto)
- 1982: Die Insel der blutigen Plantage
- 1983: Der Feuersturm (Winds of War) (Fernseh-Mehrteiler)
- 1989: Feuersturm und Asche (War and Remembrance) (Fernseh-Mehrteiler)